# La principessa d'Elide
La Principessa d'Elide (La Princesse d'Élide), è una Comédie-ballet galante in V atti, del drammaturgo francese Molière. 

La pièce venne rappresentata per la prima volta a Versailles l'8 maggio 1664, con le musiche di Jean-Baptiste Lully, nel corso dei sontuosi festeggiamenti del Plaisirs de l'Île enchantée. Tutti e cinque gli atti, sono preceduti e seguiti da intermezzi musicali; prerogativa dell'opera di genere Comédie-ballet. I temi principali ricorrenti sono il "preziosismo" femminile cortigiano, e quello della caccia e dell'amore.

Il primo atto è in versi, poiché Molière si era proposto di scrivere in versi tutta la L'opera. Infatti, per ordine del Re Luigi XIV, il drammaturgo fu costretto ad accorciare i tempi, terminando l'opera in prosa, stendendo superficialmente parecchie scene che avrebbe approfondito e svolto più ampiamente se avesse avuto maggior agio.

Armande Béjart riscosse un grande successo personale, affascinando molti nobiluomini di corte, anche grazie agli sfavillanti ed elegantissimi vestiti da lei portati.

## Trama

### Primo intermezzo
Il primo intermezzo si apre con un recitativo all'Aurora. L'intermezzo continua con quattro bracconieri. Tre di questi ultimi si svegliano all'arrivo dell'Aurora, mentre un quarto, Licisca (maestro di cani), rimane ancora immerso in un profondo sonno. I bracconieri iniziano quindi a chiamarlo, esortandolo a iniziare i preparativi per la caccia. Licisca quindi si sveglia stanco e frastornato, supplicandoli di lasciarlo dormire un altro pochino, senza però ottenere il loro consenso. Licisca però, troppo stanco, si riaddormenta, ma i tre lo risvegliano subito con urli, facendolo infine alzare con malumore, lamentandosi per essere stato svegliato dai loro continui urli. Nel frattempo, si odono corni e tube da caccia che, concertati con accordi di viole, intonano la melodia di un'entée di sei valletti che danzano riprendendo a determinate figure il motivo dei corni e delle tube.

### Atto I
La scena inizia con Eurialo (principe di Itaca), che passeggia con Arbate (suo precettore), il quale rimprovera al giovane il suo inconsueto atteggiamento taciturno. Eorialo gli confessa di subire i colpi d'Amore per la Principessa d'Elide, e di esser giunto alla corte di Ifita, suo padre, per partecipare alle prove atletiche a cui sono stati convocati tutti i principi di Grecia, per poter rivedere la ragazza. Confessa anche di avere dei rivali, tutti però rifiutati dalla principessa, e perciò teme anch'egli di andare incontro alla medesima triste sorte. Arbate lo consola esortandolo a manifestare i suoi sentimenti amorosi, e a sollevarsi il morale dei pretendenti che non hanno avuto successo. A tal proposito, Eorialo ammette di avere mandato una dichiarazione attraverso Moronte (buffone di corte della principessa), che in quel momento la sta accompagnando in una battuta di caccia. Infatti la Principessa è molto affezionata a Moronte. Proprio mentre Eorialo e Arbate discorrono, giunge Moronte correndo, e gridando di essere inseguito da un mostruoso Cinghiale. Il buffone, alla loro vista inizia a dialogare, e spiega di essere costretto ad andare a caccia per compiacere la sua principessa. Racconta poi di essersi imbattuto in un grosso cinghiale che lo ha rincorso. E di tremare ancora al suo pensiero. Eorialo coglie l'occasione per chiedergli al riguardo del proprio messaggio, ma Moronte gli spiega di non aver fatto in tempo a parlarne con la principessa per colpa della bestia. Nel frattempo, giunge la Principessa d'Elide, con Aristomeno (principe di Messene), e Teocle (principe di tiro), due spasimanti. Questi ultimi parlano di un terribile cinghiale che li ha aggrediti, abbattuto infine dalla principessa. Moronte nota che la ragazza è comunque irritata del poco valore dei suoi due compagni, visto che ha dovuto lei uccidere la bestia. Eorialo pensa allora ad un modo diverso per dichiararsi.

### Secondo intermezzo
Moronte inizia a ricordare parlando tra sé, e poi cantando, la sua passione per la ninfa Fillide (al seguito di Elide), quando si vede comparire davanti un Orso. Dopo aver tentato di dissuadere l'orso nel risparmiarlo, si abbandona al totale panico urlando, e si arrampica su di un albero. Mentre si arrampica su di un albero terrorizzato, vede arrivare un gruppo di cacciatori ai quali supplica di uccidere la bestia. I cacciatori quindi, circondano l'orso e lo uccidono. Moronte scenda dall'albero e ringrazia i cacciatori, con i quali divide le spoglie della bestia. L'intermezzo che chiude il primo atto, non è che un breve monologo, uno sketch d'avanspettacolo fra Molière e un orso.

### Atto II
La Principessa sta parlando con le sue due compagne Aglante e Cinzia (cugine della Principessa), che la rimproverano della sua freddezza verso i suoi spasimanti, e l'Amore in sé. La Principessa ribatte che innamorarsi sia una debolezza e che il matrimonio sia una specie di vincolo irremovibile, dove il marito esercita la sua tirannia. Entrambe ribattono che l'amore è un sentimento potentissimo che rende schiavi pure gli dei come Giove e Diana, che è ingiusto resistergli, e che soprattutto è tutt'altro che una debolezza. Le due cugine chiedono ausilio a Moronte, affinché quest'ultimo convinca la Principessa sulle loro tesi. Moronte allora, confida di essere egli stesso schiavo d'amore per Fillide, e che sostiene che il suo amore possa essere ricambiato. In quel momento giunge Lica (servo), che avvisa la Principessa dell'imminente Re Ifita (padre di Elide), seguito da i tre principi Teocle, Aristomeno e Eurialo. Elide incontra quindi il padre, e gli chiede timorosa se egli non sia giunto con i tre principi, al solo fine di trovarle un marito, poiché prestandogli grande obbedienza, sarebbe poi costretta a sposarsi. Il Re le confessa che sarebbe lieto se lei si sposasse, Infatti a indetta il torneo al solo scopo di attirare li il fior fiore della Grecia, nella speranza che lei trovi qualcuno che la interessi. Ciò nonostante la rassicura di non aver alcuna intenzione a costringerla a sposarsi. Dunque, i principi le si presentano. Teocle e Aristomeno le dicono di voler ambire alla vittoria per guadagnar gloria e possibilmente anche il suo cuore. Eorialo invece, asserisce di avere ben altre idee, avendo già stabilito a priori di non voler amare niente, e dunque di ambire solo alla vittoria e non al suo amore. Non appena i tre principi si congedano, la Principessa confessa a Moronte e alle su due cugine, di essere molto turbata dall'indifferenza di Eorialo, e per questo, di voler a tutti i modi punirlo. Decide quindi di seguire da vicino il torneo, nel tentativo di sedurlo. Cinzia la mette in guardia, asserendo che quando si vuole essere amati, può anche succedere di innamorarsi. Elide, la rassicura con scetticismo.

### Terzo intermezzo
Moronte rimprovera Fillide di non voler stare con lui, e inoltre aggiunge che se glielo avesse chiesto Tirsi, non si sarebbe opposta. Fillide gli confessa che Tirsi sa cantare egregiamente, a differenza di lui, che le riempie la testa di chiacchiere, e che inoltre non sa cantare. Moronte la supplica ugualmente di restare con lui, infine convincendola, ma solo alla condizione che lui stia zitto. Moronte apre la bocca per accettare la proposta, e Fillide sparisce. Moronte rattristato si convince allora di imparare il canto, poiché è convinto che sia ormai l'unica vera modo per conquistare una donna. Moronte incontra quindi un Satiro, al quale Moronte chiede che gli insegni a cantare. Il Satiro accetta alla condizione che Moronte ascolti prima la sua canzone. Ma non appena il Satiro inizia a cantare, Moronte preso dall'euforia di voler imparare a cantare, lo interrompe subito, intonando due canzoni. Il buffone chiede poi al stiro ausilio nel saperla cantare per bene. Il satiro si indispettisce, e a poco a poco i due assumono la posizione di due atleti sul punto di cominciare un incontro di pugilato, che diventa un balletto sostenuto da violini.

### Atto III
La Principessa commenta con Cinzia, la bravura di Eurialo, dimostrata nel torneo. Eurialo confessa a Moronte di come di come sia rimasto ammaliato dalla bellezza e dal canto di Elide, sfoggiato durante il torneo al solo scopo di farlo invaghire. Ammette di aver ormai fatica a resisterle. Moronte lo incita a continuare a fingere indifferenza e a non abbandonarsi alla passione, visto che è sulla buona strada per far breccia nel cuore principessa. Poco dopo, Elide chiama a sé Moronte, informandosi sul principe, e confidandogli di essere sempre più disposta a voler conquistare il suo cuore, per poi voltargli le spalle. La principessa invita il principe di Eurialo a discorrere con lei, trovando il presupposto per chiedergli perché non si concede all'amore. Il principe di Itaca, risponde di non aver mai trovato nessuna degna di lei, e proprio come Elide, non si cede all'amore. La principessa ribatte che l'inaccessibilità è una virtù femminile giusta, che però diviene brutta ed inconsueta in un uomo, fino a rappresentare un'offesa. Eurialo ribatte chiedendogli come una donna come lei poco interessata ad innamorarsi, possa far caso a questo genere di offesa. Elide ribatte che non si può desiderare di innamorarsi, e tuttavia rallegrarsi di essere amati. Eurialo ribatte asserendo di non concordare in ciò, poiché si hanno sempre degli obblighi verso chi prova un sentimento per noi, e quindi dispiace poi dover essere o meglio apparire ingrati. Conclude ribattendo che è impossibile che egli si innamori, facendo innervosire la Principessa, che comunque decide di non abbandonare la sua sfida. Elide chiede aiuto a Moronte, incitandolo a parlare bene di lei al principe, in modo da farla ben apparire, promettendogli in cambio, nel caso vi riuscisse, di dargli qualsiasi cosa egli desideri.

### Quarto intermezzo
Fillide chiede a Tirsi, di cantarle una canzone, apprezzando le sue doti canore. Proprio in quel momento giunge Moronte che la rimprovera ancora una volta di allontanarsi dal gruppo per stare con il suo rivale. Fillide ammette senza alcun riguardo di aver grande piacere a stare con Tirsi, soprattutto perché, a differenza di lui, compone delle bellissime canzoni. Moronte intona allora una canzone di poche righe descrivendo che se addirittura morisse, a lei non importerebbe nulla, poiché lei è un'ingrata. Quasi con strafottenza, Fillide ammette che nessuno era mai morto per amor suo, e che darebbe tutto a colui che si suicidasse nel nome del suo amore. Per far colpo su Fillide, Tirsi intona allora una nuova canzone, dichiarando di desiderare la morte per lei. Moronte gli augura quindi di morire su serio, e Tirsi ribatte augurandogli di crepare. Moronte asserisce che compirà il suo sacrificio senza esitare, ed estratto un pugnale, fa finta di pugnalarsi, per poi asserire di non essere scemo da compiere un tale atto, nonostante il suo rivale non desideri altro. Fillide esorta Tirsi a continuare a cantare.

### Atto IV
La principessa confida a Eurialo di essersi infine innamorata del principe Aristomeno. A tali parole, Eurialo si mostra scioccato, ma intuendo che si tratto di un tentativo di farlo ingelosire, il principe si la ricambia della stessa moneta, congratulandosi per i lieto evento, ed inventandosi seduta stante, di aver subito anch'egli la stessa sorte, e di essersi innamorato di sua cugina Aglante. La principessa, inizialmente convinta di averlo fatto cedere con la sua dichiarazione, adesso si dispera, confidando a Moronte di come sia esasperata dal non riuscire nel suo intento. Elide decide allora di vendicarsi, chiedendo e ottenendo da Aglante, la sua futura indifferenza ad un eventuale dichiarazione di Eurialo. Poco dopo, giunge Aristomeno, che in piena euforia, asserisce di aver ricevuto notizia del suo amore, da Eurialo, e quindi ringrazia la Principessa di essersi finalmente aperta a lei. Elide, con modo di fare scortese, ribatte che il principe di Itaca è uno scimunito, e che tale notizia non è altro che un malinteso. Lo esorta infine a lasciarla sola. La Principessa si dispera con Moronte confessando che se Eurialo si fosse veramente innamorato di un'altra donna, lei sarebbe morta di dolore. Moronte dice di non comprenderla poiché se il principe l'amasse le non sarebbe interessata; però allo stesso tempo non vuole che si innamori di un'altra. Conclude che l'unica risposta certa a tale comportamento, e che ella si sia innamorata del principe. A tali parole, la principessa va su tutte le furie e scaccia Moronte, accusandolo di impudenza. Una volta rimasta sola, Elide domanda cosa sia quella emozione insolita che gli prende il cuore, e che gli reca tanto nervosismo. Inizia infine a credere all'idea che, come diceva il suo buffone, ella si sia infine realmente innamorata. Si sente allora frustrata e non comprende perché si sia dovuta innamorare di uno che la guarda dall'alto verso il basso e che la ignora, invece di uno di quei pretendenti tanto servizievoli e devoti. Ordina allora che il suo male dimorante nel suo cuore, esca fuori e prenda la forma della belva più disumana e selvaggia di quante abitino i boschi in modo tale che ella possa ucciderla senza esitazione con il suo arco e le sue frecce.

### Quinto intermezzo
Climene (al seguito della Principessa), e Fillide, si interrogano sul significato dell'amore. Non sanno decidersi se sia un bene o sia solo un gioco crudele, ma finiscono col credere che per conoscerlo il miglior modo sia proprio amare. La Principessa le interrompe asserendo che tali ragionamenti non fanno altro che renderla più nevrastenica.

### Atto V
Nel frattempo Eurialo si confida con il Re Ifita, confessandogli tutta la sua messa in scena, al fine di invaghire la Principessa. Il Re si dimostra molto rallegrato dallo stratagemma del principe, poiché è speranzoso che egli riesca finalmente a far breccia nel cuore della figlia. Ifita quindi decide di stare al gioco di Eurialo, e finge di concedere la mano di Aglante, al principe di Itaca, dinanzi ad Elide, la quale si precipita dal padre supplicandolo di esaudire il suo unico desiderio di non permetter tale matrimonio poiché odia profondamente Eurialo. Il padre le chiede allora da cosa sia dovuto questo odio tanto profondo, e la Principessa le spiega che il principe non ha fatto altro che rimanere indifferente alla sua bellezza, e senza aver praticato la consueta routine di corteggiamento che tutti gli uomini le avevano sempre fatto fino ad allora. Il Re che se ha tanto interesse per lui, non può essere che innamorata. La principessa declina l'ipotesi del padre e lo incita ancora a esaudire il suo desiderio. Il padre acconsente allora ad impedire il matrimonio, ma per evitare che il principe possa un giorno sposarsi ugualmente le suggerisce di prenderlo in sposo. Elide si mostra contraria, asserendo che non quello che vuole Eurialo. Quest'ultimo, a tali parole si fa avanti confessando il suo inganno amoroso, e rassicurandola di avere sempre amato lei, e che se lo rifiuterà non esiterà a togliersi la vita. Elide si mostra sollevata a sentire che il suo fascino lo aveva fulmineamente ammaliato, e sull'esortazione del Re a decidere a sposarlo, ammette di non saper più cosa realmente vuole, di essere confusa, e di preferire pensarci su prima di decidere. Il Re annuncia la notizia ad Aristomeno e Teocle, concedendo loro la mano di Aglante e Cinzia. Sopraggiunge Fillide, che dice al Re, che la dea Venere va annunciando ovunque i mutati sentimenti della Principessa, e i pastori e le pastorelle manifestano la loro gioia cantando e ballando.

### Sesto intermezzo
Coro di Pastori. Due pastori e due pastorelle tenendosi per mano, cantano una canzone sull'amore, descrivendo come non esista niente in grado di resisterle. Durante il balletto sorge nel mezzo del palcoscenico un grande albero carico di sedici fauni. Otto suonano il flauto, gli altri otto il violino. Al concerto si uniscono trenta violini dell'orchestra e sei fra clavicembali e tuorbe. Quattro pastori e quattro pastorelle entrano danzando e le loro figure s'intrecciano al balletto dei fauni dall'albero.